# Orto botanico di Castel Lagopesole
L'Orto botanico di Castel Lagopesole è una struttura fondata negli anni '60. Si trova alle pendici del Castello Federiciano.

## Storia
L’Orto botanico di Castel Lagopesole fu impiantato alla fine degli anni 60 alle pendici monumento federiciano del monumento, in un’area dell’allora Ente di Sviluppo in Puglia e Lucania, oggi di proprietà dell’Agenzia di Sviluppo e di Innovazione in Agricoltura.
La progettazione e la realizzazione fu curata dai ricercatori dell’Università di Bari in collaborazione con il Corpo Forestale dello Stato.

## Specie
Su un’area di 3 ettari e mezzo furono messe a dimora oltre 100 specie arboree ed arbustive, di interesse forestale ed ornamentale, alcune delle quali nordamericane ed africane, nella quasi totalità ancora oggi in ottime condizioni vegetative.
Sia pur in maniera non definita l’Orto botanico è suddiviso in tre aree sistemiche:
- La sezione delle Latifoglie
- La sezione delle Conifere
- La sezione degli Arbusti

La sezione delle Latifoglie occupa perlopiù le aree nord, nord-est ed est dell’Orto botanico e comprende 48 specie.
La seconda sezione, delle Conifere, occupa il cuore dell’Orto, la parte sud, sud-ovest ed ovest, comprende 32 specie.
La terza sezione, quella degli Arbusti, è situata in un’area ristretta della zona nord dell’Orto e comprende 28 specie.
L'Orto botanico, area omogenea e recintata, non soggetta ad usi agricoli e venatori ed in continuità con la Riserva naturale Coste Castello, ospita una ricca e variegata fauna ed avifauna che trova, nelle molteplici specie presenti, riparo e nutrimento, possibilità di sosta e nidificazione.
Le specie sono state catalogate mediante l’utilizzo di una sigla composta da una lettera indicante la sezione di appartenenza e da un'identificativo.

## Galleria d'immagini

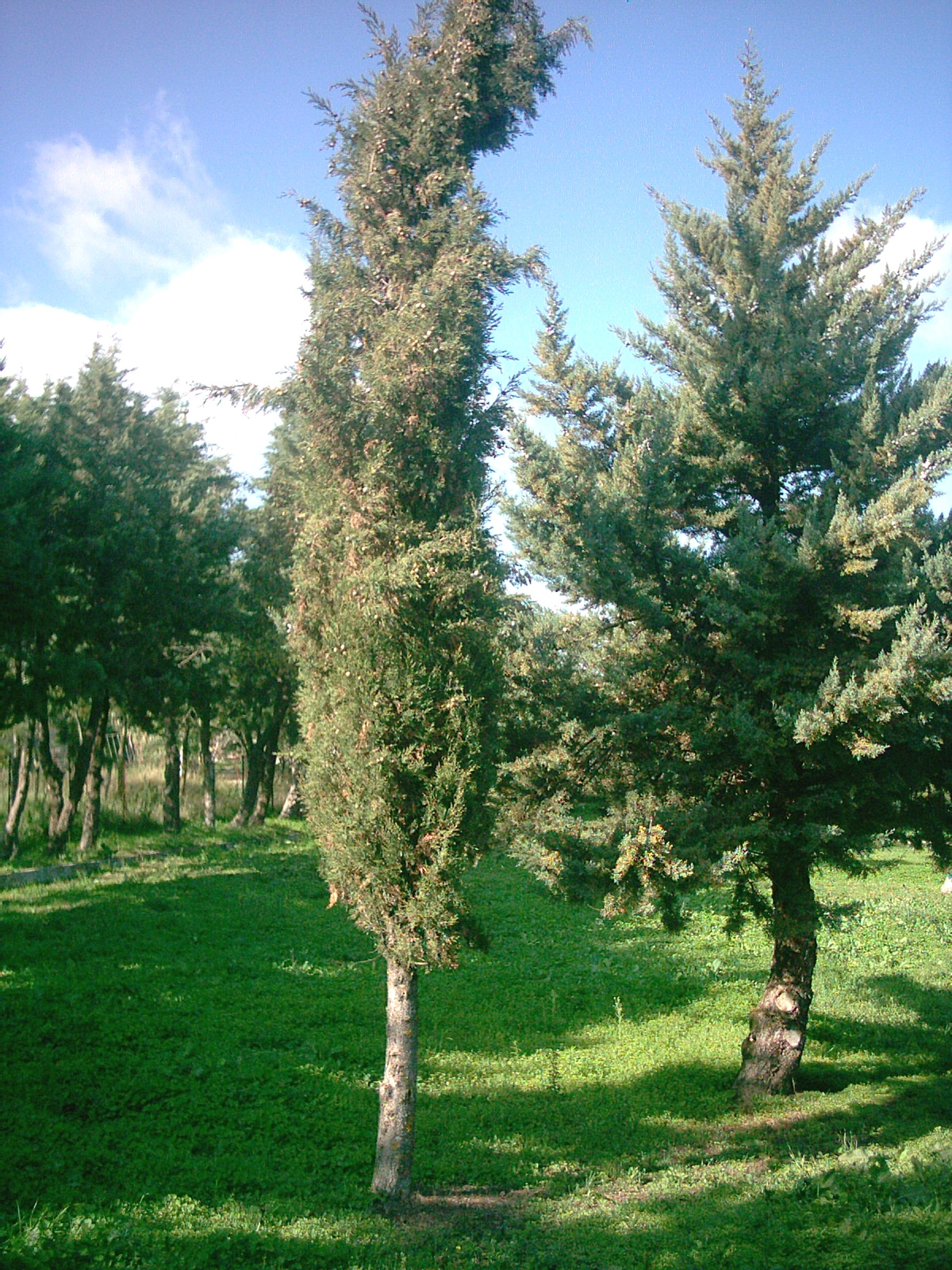
Albero
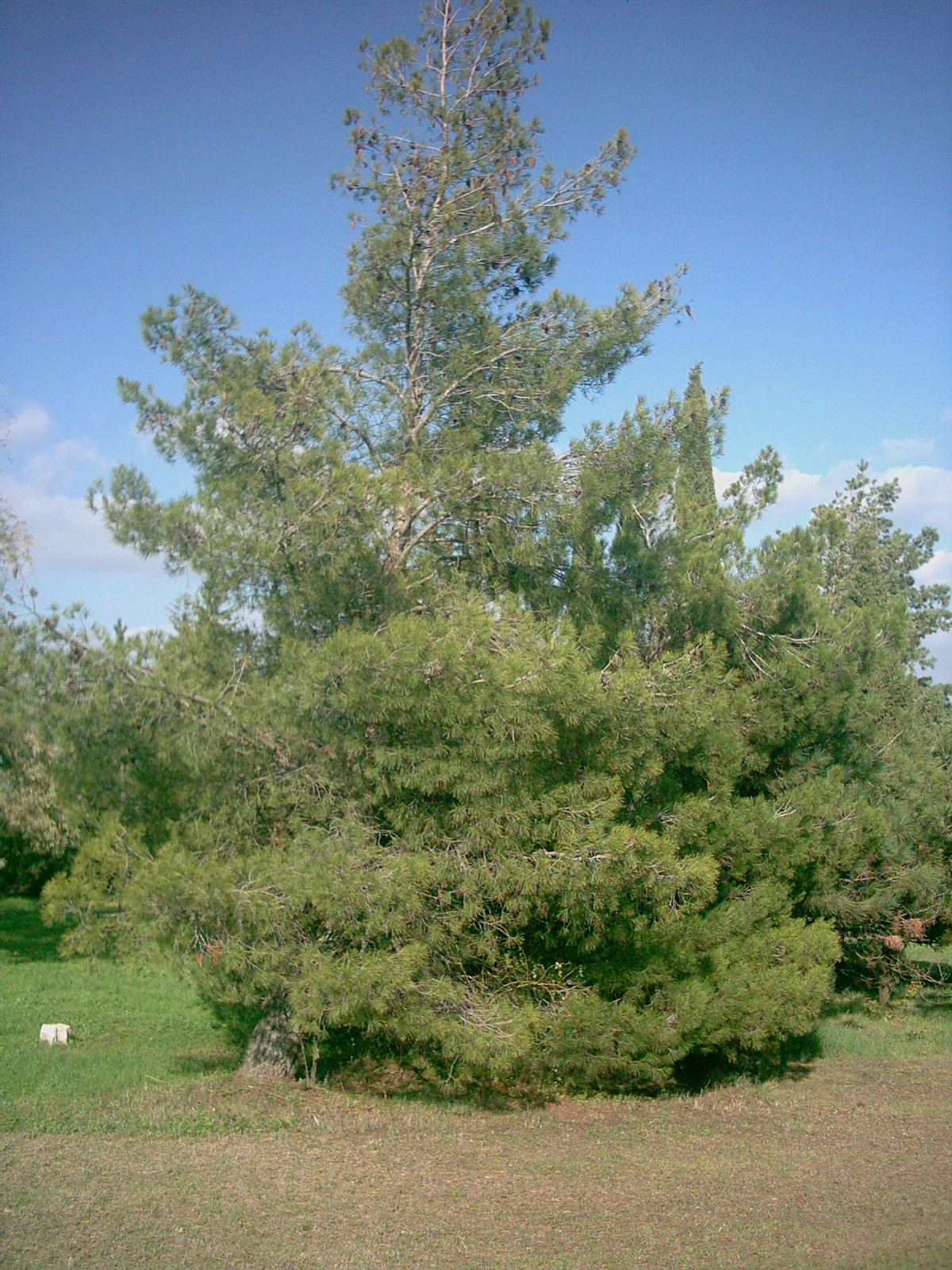
Latifoglia
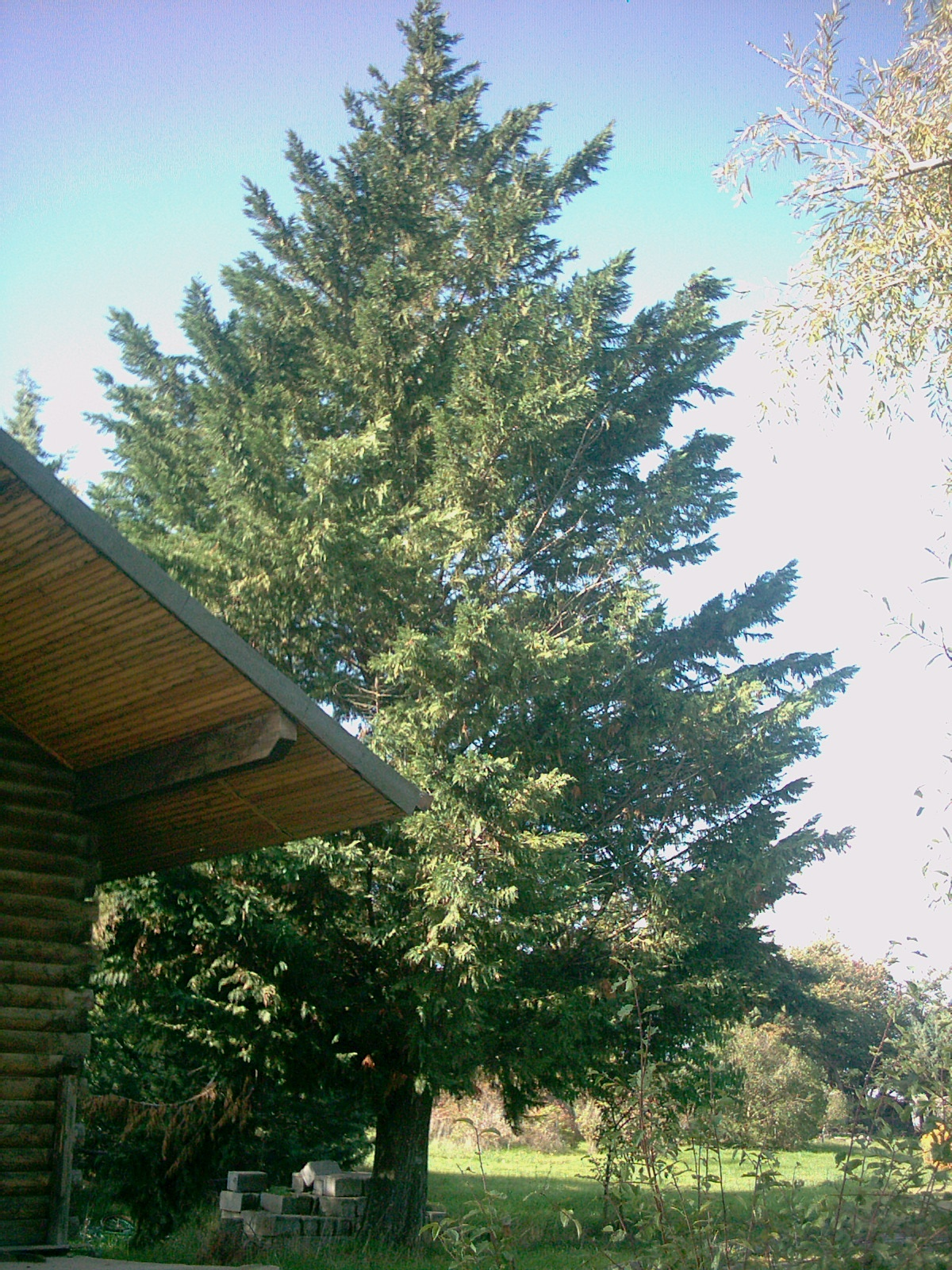
Conifera